# إزرائيل سيساي
إزرائيل سيساي (بالإنجليزية: Israel Sesay)‏ (4 سبتمبر 1990 في سيراليون - ) هو لاعب كرة قدم سيراليون وأمريكي في مركز الهجوم. شارك مع منتخب الولايات المتحدة تحت 17 سنة لكرة القدم. أما مع النوادي، فقد لعب مع لوس أنجلوس غلاكسي وميلواكي وايف وCleveland City Stars ‏ وHollywood United Hitmen ‏ وReal Maryland F.C. ‏ وOrange County SC ‏ وOrange County SC U-23 ‏.

## وصلات خارجية
- إزرائيل سيساي على موقع الدوري الأمريكي (الإنجليزية)
- إزرائيل سيساي على موقع قاعدة بيانات كرة القدم.إي يو (الإنجليزية)